# 430 kilomètres de Magny-Cours 1991
Navigation
Édition suivante
Les 430 kilomètres de Magny-Cours 1991, disputées le 15 septembre 1991 sur le Circuit de Nevers Magny-Cours ont été la sixième manche du Championnat du monde des voitures de sport 1991.

## La course

### Classement de la course
Voici le classement officiel au terme de la course,.
- Les premiers de chaque catégorie du championnat du monde sont signalés par un fond jaune.
- Pour la colonne Pneus, il faut passer le curseur au-dessus du modèle pour connaître le manufacturier de pneumatiques.
- Les voitures ne réussissant pas à parcourir 90% de la distance du gagnant sont non classées (NC).

| Pos  | Classe | no | Écurie                                     | Pilotes                               | Châssis                              | Pneus | Tours | Temps                 |
| Pos  | Classe | no | Écurie                                     | Pilotes                               | Moteur                               | Pneus | Tours | Temps                 |
| ---- | ------ | -- | ------------------------------------------ | ------------------------------------- | ------------------------------------ | ----- | ----- | --------------------- |
| 1    | C1     | 6  | Peugeot Talbot Sport                       | Keke Rosberg Yannick Dalmas           | Peugeot 905 Evo 1B                   | M     | 101   | 2 h 31 m 38 s 358     |
| 1    | C1     | 6  | Peugeot Talbot Sport                       | Keke Rosberg Yannick Dalmas           | Peugeot SA35 3.5L V10 Atmo           | M     | 101   | 2 h 31 m 38 s 358     |
| 2    | C1     | 5  | Peugeot Talbot Sport                       | Mauro Baldi Philippe Alliot           | Peugeot 905 Evo 1B                   | M     | 101   | + 42 s 820            |
| 2    | C1     | 5  | Peugeot Talbot Sport                       | Mauro Baldi Philippe Alliot           | Peugeot SA35 3.5L V10 Atmo           | M     | 101   | + 42 s 820            |
| 3    | C1     | 4  | Silk Cut Jaguar                            | Teo Fabi David Brabham                | Jaguar XJR-14                        | G     | 99    | + 2 Tours             |
| 3    | C1     | 4  | Silk Cut Jaguar                            | Teo Fabi David Brabham                | Cosworth HB 3.5L V8 Atmo             | G     | 99    | + 2 Tours             |
| 4    | C1     | 8  | Euro Racing                                | Cor Euser Charles Zwolsman            | Spice SE90C                          | G     | 95    | + 6 Tours             |
| 4    | C1     | 8  | Euro Racing                                | Cor Euser Charles Zwolsman            | Ford Cosworth DFR 3.5L V8 Atmo       | G     | 95    | + 6 Tours             |
| 5    | C1     | 3  | Silk Cut Jaguar                            | Derek Warwick David Brabham           | Jaguar XJR-14                        | G     | 94    | + 7 Tours             |
| 5    | C1     | 3  | Silk Cut Jaguar                            | Derek Warwick David Brabham           | Cosworth HB 3.5L V8 Atmo             | G     | 94    | + 7 Tours             |
| 6    | C2     | 11 | Porsche Kremer Racing                      | Manuel Reuter Harri Toivonen          | Porsche 962CK6                       | Y     | 93    | + 8 Tours             |
| 6    | C2     | 11 | Porsche Kremer Racing                      | Manuel Reuter Harri Toivonen          | Porsche Type-935 3.2L Flat-6 Turbo   | Y     | 93    | + 8 Tours             |
| 7    | C2     | 18 | Mazdaspeed                                 | Maurizio Sandro Sala Pierre Dieudonné | Mazda 787                            | D     | 92    | + 9 Tours             |
| 7    | C2     | 18 | Mazdaspeed                                 | Maurizio Sandro Sala Pierre Dieudonné | Mazda R26B 2.6L 4-Rotor              | D     | 92    | + 9 Tours             |
| 8    | C2     | 55 | Porsche Kremer Racing                      | Tomas Lopez Gregor Foitek             | Porsche 962CK6                       | Y     | 92    | + 9 Tours             |
| 8    | C2     | 55 | Porsche Kremer Racing                      | Tomas Lopez Gregor Foitek             | Porsche Type-935 3.2L Flat-6 Turbo   | Y     | 92    | + 9 Tours             |
| 9    | C2     | 13 | Courage Compétition                        | Marco Brand (en) Denis Morin          | Cougar C26S                          | G     | 90    | + 11 Tours            |
| 9    | C2     | 13 | Courage Compétition                        | Marco Brand (en) Denis Morin          | Porsche Type-935 3.2L Flat-6 Turbo   | G     | 90    | + 11 Tours            |
| 10   | C2     | 14 | Team Salamin Primagaz Obermaier Racing     | Otto Altenbach Jürgen Lässig          | Porsche 962C                         | G     | 90    | + 11 Tours            |
| 10   | C2     | 14 | Team Salamin Primagaz Obermaier Racing     | Otto Altenbach Jürgen Lässig          | Porsche Type-935 3.2L Flat-6 Turbo   | G     | 90    | + 11 Tours            |
| Nc.  | C1     | 7  | Louis Descartes                            | Patrick Gonin Luigi Taverna           | ALD C91                              | G     | 87    | + 14 Tours            |
| Nc.  | C1     | 7  | Louis Descartes                            | Patrick Gonin Luigi Taverna           | Ford Cosworth DFR 3.5L V8 Atmo       | G     | 87    | + 14 Tours            |
| Nc.  | C2     | 17 | Repsol Brun Motorsport                     | Walter Brun Jesús Pareja              | Porsche 962C                         | Y     | 73    | + 24 Tours            |
| Nc.  | C2     | 17 | Repsol Brun Motorsport                     | Walter Brun Jesús Pareja              | Porsche Type-935 3.2L Flat-6 Turbo   | Y     | 73    | + 24 Tours            |
| Abd. | C1     | 61 | Euro Racing                                | Henri Pescarolo Jean-Louis Ricci      | Spice SE90C                          | G     | 70    | Arbre de transmission |
| Abd. | C1     | 61 | Euro Racing                                | Henri Pescarolo Jean-Louis Ricci      | Ford Cosworth DFR 3.5L V8 Atmo       | G     | 70    | Arbre de transmission |
| Abd. | C1     | 2  | Team Sauber Mercedes                       | Karl Wendlinger Michael Schumacher    | Mercedes-Benz C291                   | G     | 23    | Fuite d'eau           |
| Abd. | C1     | 2  | Team Sauber Mercedes                       | Karl Wendlinger Michael Schumacher    | Mercedes-Benz M291 3.5L Flat-12 Atmo | G     | 23    | Fuite d'eau           |
| Abd. | C2     | 12 | Courage Compétition                        | Lionel Robert François Migault        | Cougar C26S                          | G     | 19    | Tête à queue          |
| Abd. | C2     | 12 | Courage Compétition                        | Lionel Robert François Migault        | Porsche Type-935 3.2L Flat-6 Turbo   | G     | 19    | Tête à queue          |
| Abd. | C1     | 60 | Louis Descartes Racing Organisation Course | Pascal Fabre Bernard Thuner           | ROC 002                              | G     | 19    | Moteur                |
| Abd. | C1     | 60 | Louis Descartes Racing Organisation Course | Pascal Fabre Bernard Thuner           | Ford Cosworth DFR 3.5L V8 Atmo       | G     | 19    | Moteur                |
| Abd. | C1     | 21 | Konrad Motorsport                          | Franz Konrad Stefan Johansson         | Konrad KM-011                        | Y     | 18    | Démarreur             |
| Abd. | C1     | 21 | Konrad Motorsport                          | Franz Konrad Stefan Johansson         | Lamborghini 3512 3.5L V12 Atmo       | Y     | 18    | Démarreur             |
| Abd. | C1     | 1  | Team Sauber Mercedes                       | Jean-Louis Schlesser                  | Mercedes-Benz C291                   | G     | 9     | Cable d'accélérateur  |
| Abd. | C1     | 1  | Team Sauber Mercedes                       | Jean-Louis Schlesser                  | Mercedes-Benz M291 3.5L Flat-12 Atmo | G     | 9     | Cable d'accélérateur  |
| Abd. | C1     | 16 | Repsol Brun Motorsport                     | Oscar Larrauri Jesús Pareja           | Brun C91                             | Y     | 5     | Moteur                |
| Abd. | C1     | 16 | Repsol Brun Motorsport                     | Oscar Larrauri Jesús Pareja           | Judd EV 3.5L V8 Atmo                 | Y     | 5     | Moteur                |
| Nq.  | C2     | 15 | Veneto Equipe SRL                          | Almo Coppelli                         | Lancia LC2                           | D     | -     |                       |
| Nq.  | C2     | 15 | Veneto Equipe SRL                          | Almo Coppelli                         | Ferrari 308C 3.1L V8 Turbo           | D     | -     |                       |

## Pole position et record du tour
- Pole position :  Yannick Dalmas (#6 Peugeot Talbot Sport) en 1 min 21 s 821
- Meilleur tour en course :  Philippe Alliot (#5 Peugeot Talbot Sport) en 1 min 25 s 823

## Tours en tête
- no 5 Peugeot 905 Evo 1 Bis - Peugeot Talbot Sport : 33 tours (1-32 / 67)
- no 6 Peugeot 905 Evo 1 Bis - Peugeot Talbot Sport : 68 tours (33-66 / 68-101)

## À noter
- Longueur du circuit : 4,271 km
- Distance parcourue par les vainqueurs : 431,371 km (101 tours)